# Бокарево (Сонковский район)
Бокарево — деревня в Сонковском районе Тверской области. Входит в состав Беляницкого сельского поселения.

## География
Деревня расположена в 13 км на север от центра поселения Беляницы и в 14 км на запад от районного центра Сонково, остановочный пункт Бокарево на ж/д линии Бологое — Сонково.

## История
В конце XIX — начале XX века деревня являлась центром Бокаревской волости Бежецкого уезда Тверской губернии. В 1887 году в деревне было 45 дворов.   
С 1929 года деревня входила в состав Безумовского сельсовета Сонковского района Бежецкого округа Московской области, с 1935 года — в составе Калининской области, с 1963 года — в составе Пригорского сельсовета,  с 2005 года — в составе Беляницкого сельского поселения.

## Население
| 1859 | 1887 | 2010 |
| ---- | ---- | ---- |
| 231  | ↗232 | ↘0   |